# Мисенёв, Евгений Сергеевич
Евгений Сергеевич Мисенёв (эст. Jevgeni Missenjov; род. 28 апреля 1993, Нарва, Ида-Вирумаа) — эстонский и российский хоккеист, нападающий, хоккейный агент.

## Биография
Родился Нарве Эстонии. С 5 лет стал жить в Москве. Воспитанник школы «Динамо». В юниорской лиге Москвы выступал за «Динамо». Вскоре попал в МХЛ, где играл за «Капитан» Ступино и курганский «Юниор».
С декабря 2013 года по конец сезона был в смоленском «Славутиче», после чего перешёл в ХК «Брянск». Достаточно быстро стал капитаном команды, однако в январе 2015 года неожиданно покинул клуб.
В 2015 году окончил Российский государственный университет физической культуры, спорта, молодёжи и туризма, специализация — хоккей.
Перед началом сезона 2015/2016 заключил контракт с действующим чемпионом словацкой экстралиги «Зволеном». В сезоне 2016/2017 перешёл в ХК «Дукла» Тренчин, где в 6 играх забил 1 гол и завершил игровую карьеру.
Окончил юридический факультет Московского гуманитарно-экономического института.
С 2016 года хоккейн агент в «ProSport Agency».

## Сборная
В 2010 году Мисенев был заигран за юниорские сборные Эстонии. Через год он дебютировал за национальную команду в Первом дивизионе чемпионата мира в группе «Б».

## Достижения
- Лучший бомбардир Второго дивизиона чемпионата мира по хоккею с шайбой среди юниорских команд 2011 в составе сборной Эстонии.